# Thủy Phú
Thủy Phú (tiếng Trung phồn thể: 水富市, giản thể: 水富市, Hán Việt: Thủy Phú thị) là một thành phố cấp huyện thuộc địa cấp thị Chiêu Thông, tỉnh Vân Nam, Cộng hòa Nhân dân Trung Hoa. Thành phố này có diện tích 439,95 km², dân số năm 2017 là 109.100 người. Lỵ sở đóng tại nhai đạo Vân Phú. Thủy Phú có ranh giới với tỉnh Tứ Xuyên qua sông Hoành và sông Kim Sa.

## Lịch sử
Huyện Thủy Phú được thành lập ngày 14-8-1981 trên cơ sở 2 công xã Thái Bình (太平), Hội Nghi (会仪), 2 đại đội Tân An (新安), Tân Thọ (新寿) của huyện Tuy Giang, công xã Lưỡng Oản (两碗) và khu dân cư Thủy Phú của huyện Diêm Tân.
Ngày 7-9-2018, thành lập thành phố Thủy Phú trên cơ sở toàn bộ diện tích và dân số của huyện Thủy Phú. Trụ sở chính quyền thành phố đóng tại số 3, đường Nhân Dân Đông, nhai đạo Vân Phú.

## Hành chính
Gồm 1 nhai đạo: Vân Phú (云富街道) và 3 trấn: Hướng Gia Bá (向家坝镇), Thái Bình (太平镇), Lưỡng Oản (两碗镇).